# Amedeo Chiavarina di Rubiana
Amedeo Chiavarina di Rubiana (Torino, 3 giugno 1817 – Torino, 25 agosto 1889) è stato un politico italiano.
Decurione, consigliere comunale e sindaco di Torino, è stato direttore delle Opere pie di San Paolo, amministratore del Ricovero di mendicità di Torino, commissario italiano all'Esposizione universale di Parigi, ispettore degli ospedali e delle opere di beneficenza dell'Ordine dei Santi Maurizio e Lazzaro.